# Contea di McLennan
La contea di McLennan in inglese McLennan County è una contea dello Stato del Texas, negli Stati Uniti. La popolazione al censimento del 2010 era di 234 906 abitanti. Il capoluogo di contea è Waco. La contea è stata creata nel 1850.

## Geografia fisica
| Anno | Popolazione | ±%     |
| ---- | ----------- | ------ |
| 1860 | 6,206       | Note:  |
| 1870 | 13,500      | 117.5% |
| 1880 | 26,934      | 99.5%  |
| 1890 | 39,204      | 45.6%  |
| 1900 | 59,772      | 52.5%  |
| 1910 | 73,250      | 22.5%  |
| 1920 | 82,921      | 13.2%  |
| 1930 | 98,682      | 19.0%  |
| 1940 | 101,898     | 3.3%   |
| 1950 | 130,194     | 27.8%  |
| 1960 | 150,091     | 15.3%  |
| 1970 | 147,553     | −1.7%  |
| 1980 | 170,755     | 15.7%  |
| 1990 | 189,123     | 10.8%  |
| 2000 | 213,517     | 12.9%  |
| 2010 | 234,906     | 10.0%  |

Secondo l'Ufficio del censimento degli Stati Uniti d'America la contea ha un'area totale di 1060 miglia quadrate (2700 km²), di cui 1037 miglia quadrate (2690 km²) sono terra, mentre 23 miglia quadrate (60 km², corrispondenti al 2,2% del territorio) sono costituiti dall'acqua.

### Strade principali
- Interstate 35
- U.S. Highway 77
- U.S. Highway 84
- State Highway 6
- State Highway 31
- State Highway 164
- State Highway 317

### Contee confinanti
- Contea di Hill (nord)
- Contea di Limestone (est)
- Contea di Falls (sud-est)
- Contea di Bell (sud)
- Contea di Coryell (sud-ovest)
- Contea di Bosque (nord-ovest)

## Istruzione

### College
- Baylor University
- McLennan Community College
- Texas State Technical College

### Distretti scolastici pubblici
- Axtell Independent School District
- Bosqueville Independent School District
- China Spring Independent School District
- Crawford Independent School District
- Connally Independent School District
- Gholson Independent School District
- Hallsburg Independent School District
- La Vega Independent School District
- Lorena Independent School District
- Mart Independent School District
- McGregor Independent School District
- Midway Independent School District
- Moody Independent School District
- Oglesby Independent School District
- Riesel Independent School District
- Robinson Independent School District
- Valley Mills Independent School District
- Waco Independent School District
- West Independent School District